# Wehretal
Wehretal is een gemeente in de Duitse deelstaat Hessen, en maakt deel uit van de Werra-Meißner-Kreis.
Wehretal telt 4.963 inwoners.

## Plaatsen in Wehretal
- Hoheneiche
- Langenhain
- Oetmannshausen
- Reichensachsen
- Vierbach

Hoheneiche · Langenhain · Oetmannshausen · Reichensachsen · Vierbach
Bad Sooden-Allendorf · Berkatal · Eschwege · Großalmerode · Herleshausen · Hessisch Lichtenau · Meinhard · Meißner · Neu-Eichenberg · Ringgau · Sontra · Waldkappel · Wanfried · Wehretal · Weißenborn · Witzenhausen